# المتاهة (فلم 1953)
المتاهة هو فيلم رعب وخيال علمي أمريكي ثلاثي الأبعاد ، تم عرضه عام 1953 وهو فيلم أبيض وأسود تصل مدة عرضه إلى 80 دقيقة وهو من إخراج ويلليام كاميرون مينزيس وسيناريو دان أولمان.

## قصته
مقتبس عن رواية لموريس ساندوز ، ويدور حول شاب اسكتلندي يرث قلعة ولكن يتضح وجود صاحبها على قيد الحياة ولكن في هيئة ضفدع يصل عمره ل 200 عام ويعيش في متاهة داخل القلعة ويقدر على مخاطبة الشاب من خلال الخادم الوفي.

## بطولة
- ريتشارد كارلسون.
- فيرونيكا هارست.
- مايكل باتي.
- هيللاري برووك.

## روابط خارجية
- مقالات تستعمل روابط فنية بلا صلة مع ويكي بيانات